# Søstrene (Antarktika)
Die Søstrene (norwegisch für Schwestern) sind eine Gruppe kleiner Inseln und Klippen vor der Ingrid-Christensen-Küste des ostantarktischen Prinzessin-Elisabeth-Lands. In der Prydz Bay liegen sie im nördlichen Teil des Publications-Schelfeises. Zu ihnen gehört Debutante Island.
Der norwegische Walfangkapitän Karius Mikkelsen (1887–unbekannt) entdeckte sie im Februar 1935 im Rahmen der vom norwegischen Walfangunternehmer Lars Christensen finanzierten vierten Antarktisfahrt der Thorshavn (1934–1935). Namensgeber ist die gleichnamige Inselgruppe in der Einfahrt des norwegischen Oslofjords.